# Férez
Férez – gmina w Hiszpanii, w prowincji Albacete, w Kastylii-La Mancha, o powierzchni 126,14 km². W 2011 roku gmina liczyła 743 mieszkańców.